# Dunwich (Australia)
Dunwich – miasto w Australii, w stanie Queensland.